# Puerto Rico United
O Puerto Rico United é um time de futebol porto-riquenho com sede em Aguada, Porto Rico, fundado em 2007. A equipe jogou profissionalmente na Puerto Rico Soccer League (PRSL) e brevemente na USL Professional Division. A equipe competiu pela última vez em uma liga profissional em 2011.
As cores da equipe são verde limão, prata, branco e preto. Em 2011, a equipe jogou seus jogos em casa no Estádio Aguada.

## História
O Puerto Rico United foi fundado em 2007. A partir de 2010, eles jogaram na Puerto Rico Soccer League  (PRSL).
Em 2011, eles se juntaram a dois outros clubes porto-riquenhos, River Plate Puerto Rico e Sevilla FC Puerto Rico, bem como 11 clubes americanos e um clube de Antigua e Barbuda para competir na temporada inaugural da USL Professional Division, sediada nos Estados Unidos. No entanto, os clubes porto-riquenhos rapidamente encontraram problemas devido ao baixo público e às altas despesas com viagens. Em maio de 2011, menos de dois meses após o início da temporada, todos os três times porto-riquenhos foram removidos da liga.
As três equipes então voltaram a jogar no PRSL pelo restante da temporada de 2011. O PRSL também estava passando por problemas financeiros, e a temporada de 2011 incluiu apenas seis equipes e decorreu de abril a julho. O PR United terminou em 4º lugar durante o jogo da temporada regular e estava pronto para competir nos playoffs da liga. No entanto, em 25 de julho de 2011, o PRSL suspendeu o PR United do torneio. De acordo com um blog de futebol de Porto Rico, o clube foi suspenso por violar os regulamentos da Federação de Futebol de Porto Rico, após rumores de que o técnico do clube não tinha visto de trabalho. O Mayagüez FC, time 5º colocado, ocupou a vaga do PR United no torneio.
Como suas dificuldades financeiras continuaram, PRSL cancelou a temporada de 2012. Em 2013, a Liga Nacional de Futebol de Porto Rico (LNFPR), que anteriormente era considerada uma liga da segunda divisão, substituiu a PRSL como a liga mais ativa em Porto Rico. O Puerto Rico United foi definido para ingressar no LNFPR em 2016. No entanto, a liga suspendeu as operações após a temporada de 2015. [carece de fontes?]
Em janeiro de 2020, o site da equipe permanece ativo, participando da Coca-Cola Cup de 2019.

## Estádio
- Estádio Aguada, Aguada, Porto Rico (2011-presente)[carece de fontes?]
- Roberto Clemente Stadium, Carolina, Puerto Rico (2011) dois jogos